# Aenigmatolimnas marginalis
Aenigmatolimnas marginalis là một loài chim trong họ Rallidae.